# Jiří I. z Ditrichštejna
Jiří I. z Ditrichštejna (německy Georg I. von Dietrichstein, † 1446) byl rakouský šlechtic z rodu Ditrichštejnů usazený v Korutanech.

## Životopis

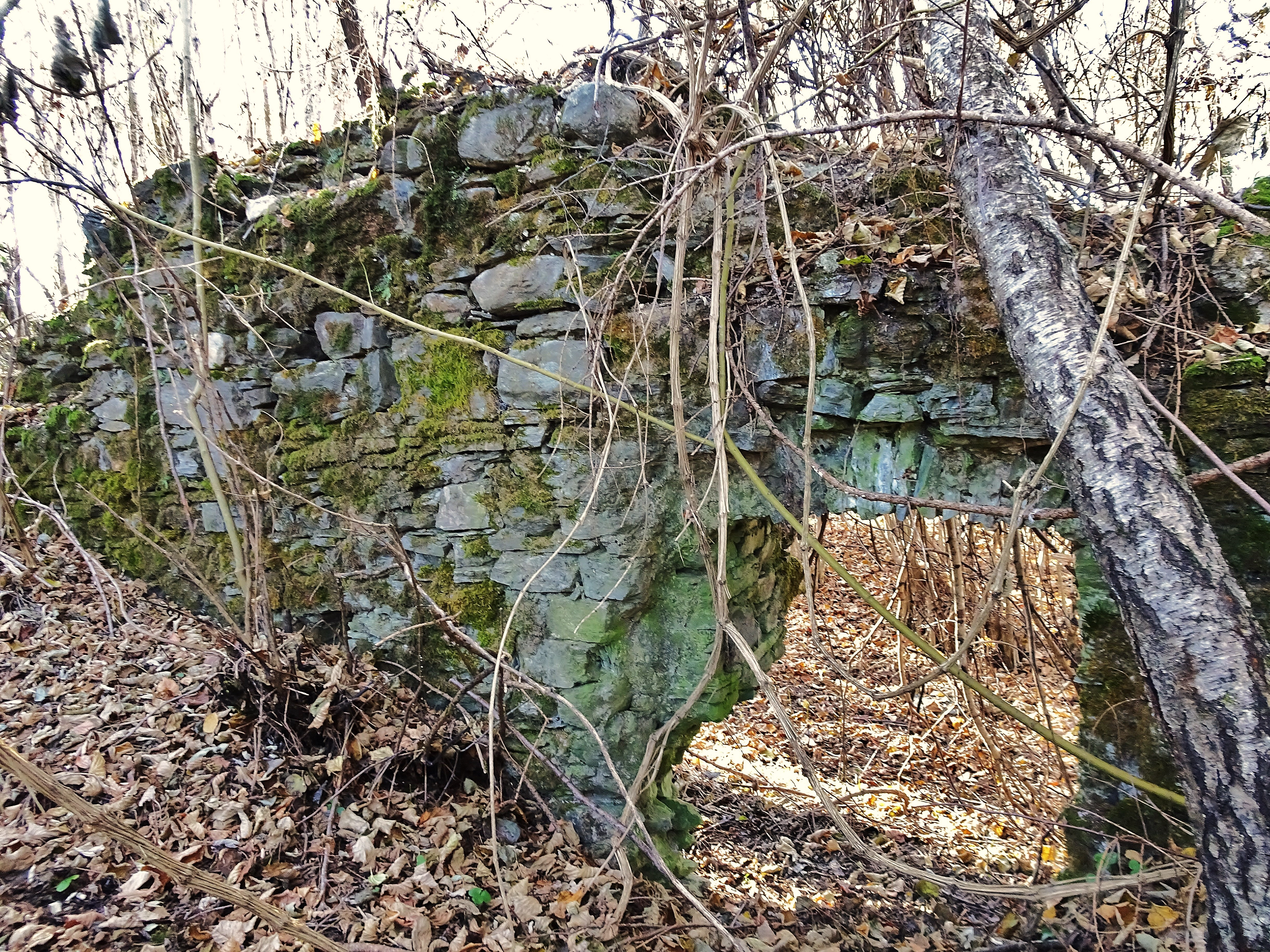
Zbytky hradu Dietrichsteinu

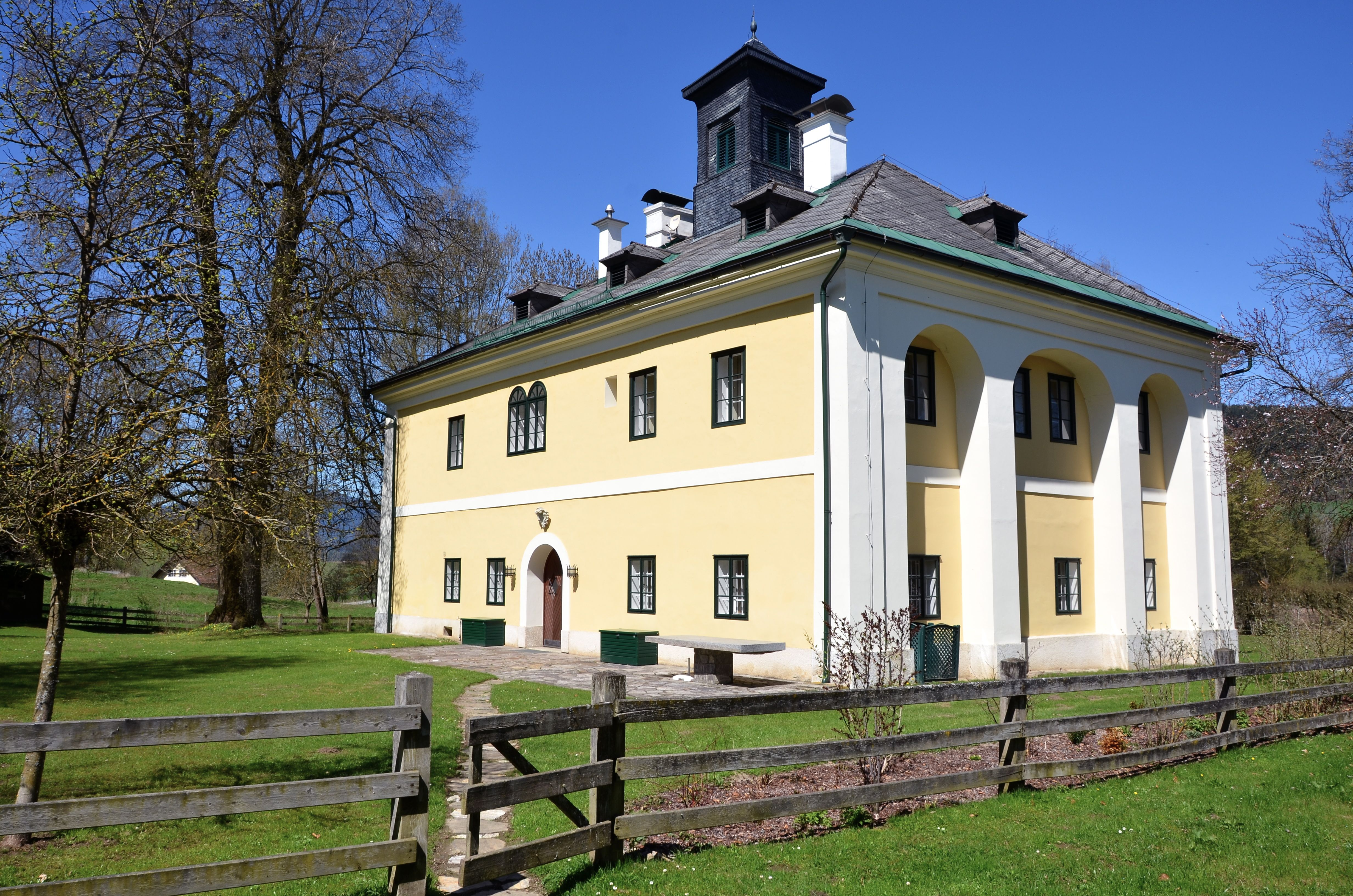
Ditrichštejnský zámek, rodové sídlo Ditrichštejnů ve Feldkirchenu v Korutanech, přestavěný kolem roku 1500.

Narodil se jako syn Petra z Ditrichštejna († asi 1417) a jeho manželky Dorotey Gossové z Rabensteinu (* kolem roku 1370 - 1417). Byl vnukem Bernarda III. z Ditrichštejna († 1373/1376) a Dorotey z Himmelbergu (* asi 1320) a pravnukem Mikuláše I. z Ditrichštejna († 1338) a Inruth z Himmelbergu/Demutis (* asi 1279). V další generaci pak Rudolfa I. z Ditrichštejna († 1297/1320) a Ruprechta z Ditrichštejna († 1064).
Jeho potomci byli v roce 1651 povýšeni do říšského hraběcího stavu a v roce 1684 na říšského knížecího stavu. Rod v mužské linii vyhasl v roce 1864 smrtí 10. knížete Mořice z Ditrichštejna-Mikulova.

## Rodina
Jiří I. se oženil s Alžbětou z Höflingu, s níž měl 12 dětí:   
- Konrád II. z Ditrichštejna († asi 1494), byl otcem:
  - Markéty z Ditrichštejna, provdaná 1493/1498 za Jana IV. z Königsbergu († 1505)
- Mořic z Ditrichštejna († 1507/1508), ženatý s Florentinou Mornauerovou
- Pankrác z Ditrichštejna-Rabensteinu (1446; † asi 4. září 1508), ženatý 1464 s Barbarou Guslovou z Thurnu († 1518); měli pět dětí
- Mikuláš VI. z Ditrichštejna († mladý)
- Tomáš z Ditrichštejna († 1502)
- Bernard V. z Ditrichštejna († 1480)
- Kryštof z Ditrichštejna († 1453)
- Martin z Ditrichštejna († 1476)
- Baltazar z Ditrichštejna
- Dorotea z Ditrichštejna († asi 1475), provdaná Hannibal (Martin) Hemmerl z Lenku († asi 1466/1475)
- Anežka z Ditrichštejna, provdaná za Melchiora Hammermeistera